# Last Melody
Last Melody — третий сингл-альбом южнокорейской гёрл-группы EVERGLOW. Альбом был выпущен 25 мая 2021 года компанией Yuehua Entertainment с ведущим синглом «First».

## Предпосылки и релиз
6 мая 2021 года Yuehua Entertainment объявили, что Everglow выпустят третий сингл-альбом 25 мая. 17 мая был опубликован список композиций. На следующий день был выпущен тизер-ролик. 21 мая было обнародовано попурри-видео. Альбом был выпущен 25 мая вместе с музыкальным клипом на ведущий сингл «First»

## Коммерческий успех
Last Melody дебютировал и достиг 4-й позиции в южнокорейском чарте альбомов Gaon.

## Список треков
| №                   | Название               | Текст песни                         | Музыка                                                                                         | Аранжировка         | Длительность |
| ------------------- | ---------------------- | ----------------------------------- | ---------------------------------------------------------------------------------------------- | ------------------- | ------------ |
| 1.                  | «First»                | Пак Хи А Ю Га Ён 72                 | Хейли Эйткен Улоф Линдског Гэвин Джонс 72 (lyrical station no_9)                               | OLLIPOP             | 3:32         |
| 2.                  | «Don't Ask Don't Tell» | Ай Сэ Ран 72 (lyrical station no_9) | Мелани Фонтана Мишель «Линдгрен» Шульц Марио Маркетти Джино Барлетта 72 (lyrical station no_9) | Lindgren            | 3:28         |
| 3.                  | «Please Please»        | I Bo-ah 72 (lyrical station no_9)   | Лукас Хельгрен Йон Хельгрен Мария Маркус                                                       | Мария Маркус        | 4:01         |
| Общая длительность: | Общая длительность:    | Общая длительность:                 | Общая длительность:                                                                            | Общая длительность: | 11:02        |

## Победы
| Прогрмма           | Дата             | Прим. |
| ------------------ | ---------------- | ----- |
| The Show (SBS MTV) | 1 июня 2021 года | [ 4 ] |

## Чарты
| Чарт 2021)              | Высшая позиция |
| ----------------------- | -------------- |
| Республика Корея (Gaon) | 4              |

## История релиза
| Страна           | Формат                             | Лейбл               |
| ---------------- | ---------------------------------- | ------------------- |
| Республика Корея | Цифровая дистрибуция, стриминг, CD | Yuehua, Stone Music |
| Мир              | Цифровая дистрибуция, стриминг     | Yuehua, Stone Music |